# 依诺肝素钠
依諾肝素鈉（英語：Enoxaparin sodium），在台灣商品名克立生（Clexane）較為人所知，是一種抗凝劑（抗凝血藥），用於治療和預防深靜脈栓塞（DVT）和肺栓塞（PE），也包括在懷孕期間和某些手術後使用。它也用於治療急性冠狀動脈症候群（ACS）和心臟病患者，和在血液透析期間使用。此藥物透過皮下注射或靜脈注射方式給藥。
使用後常見的副作用有出血、發燒和水腫。出血可能導致嚴重的後果，特別是在進行腰椎穿刺之後。懷孕期間使用似乎對胎兒安全。依諾肝素鈉由肝素製成，屬於低分子量肝素藥物家族。
依諾肝素鈉於1981年研發成功，並於1993年獲得核准用於醫療用途。它已被納入世界衛生組織基本藥物標準清單之中。在市面上已有多個品牌，也有其通用名藥物流通。此藥物於2020年在美國最常使用處方藥中排名第350，開立的處方箋數量超過50萬張。

## 醫療用途
- 與阿斯匹靈同時服用，以治療不穩定型心絞痛 (UA) 和非心電圖ST段升高型心肌梗塞 (NSTEMI)
- 臥床患者的DVT和PE預防
- 膝關節置換手術中的DVT預防
- 髖關節置換手術中的DVT預防
- 腹部手術中的DVT預防
- 伴隨或不伴隨肺栓塞的DVT治療
- 心電圖ST段升高型心肌梗塞 (STEMI) 患者住院的DVT治療[9]
- 凝血酶原時間國際標準化比值（INR）低於治療範圍患者的過渡治療（當患者使用口服抗凝劑的INR值低於預期的治療範圍時，醫師使用其他抗凝劑（如低分子量肝素）進行短期治療，以降低血栓形成風險。）

### 監控
依諾肝素鈉具有可預測的吸收、生物利用度和體內分佈，通常個體使用後不需監測。然而在某些情況下進行監測對特殊族群（例如腎功能不全或肥胖者）可能有益。在此情況下，可測量抗Xa因子單位（衡量低分子肝素抗凝效果的指標，參見低分子量肝素#醫療用途）並調整劑量。

### 逆轉劑
硫酸魚精蛋白逆轉依諾肝素鈉抗凝血作用的效果會低於逆轉肝素的，只能中和大約60%的抗Xa因子作用。

### 懷孕
- 美國食品藥物管理局（FDA）將依諾肝素鈉歸為B類妊娠藥物，表示個體在懷孕期間使用將不會對胎兒兒造成傷害。[9]
- 依諾肝素鈉不會穿過胎盤，因此胎兒不太可能接觸到此藥物。[9]
- 曾有一些懷孕期間使用依諾肝素鈉婦女報告胎兒死亡的案例，但尚不清楚是否由此藥物導致。[9]
- 商品名為Lovenox的依諾肝素鈉注射液，為延長藥效，添加有苯甲醇作為防腐劑，每毫升含有15毫克。雖然Lovenox廣泛用於孕婦，但研究發現，早產嬰兒對苯甲醇的耐受性較差。若早產兒攝入過量苯甲醇（每天每公斤體重99至405毫克），可能引發嚴重的喘息症候群。。[9][14]
- 依諾肝素鈉用於預防血栓，但僅懷孕本身就會增加孕婦發生血栓的風險，即使用像依諾肝素鈉這樣的抗凝血劑，仍須十分謹慎。[9]

## 副作用
不常見 (<1%)
- 對不穩定型心絞痛或非Q波心肌梗塞患（心電圖上沒有出現新的Q波，參見心肌梗塞#心電圖）者：
  - 心房顫動、心臟衰竭、肺水腫、肺炎：≥0.5%v

常見 (>1%)
- 血小板減少症，可能與肝素誘發血小板減少症（英语：heparin-induced thrombocytopenia）相關（接受至少五天治療的人的發生率為0.5-5.0%）[15]
- 血清轉氨酶升高：5.9%-6.1%[9]
- 對於接受腹部或大腸直腸手術的人：
  - 出血、貧血、瘀斑：≥2%[9]
- 對於接受髖關節或膝關節置換術的人：
  - 發燒、噁心、貧血、水腫、週邊水腫：≥2%[9]
- 對於急性疾病期間活動能力嚴重受限的人：
  - 呼吸困難、血小板減少症、神智不清、腹瀉、噁心：≥2%[9]
- 在接受深部靜脈血栓治療的患者中：
  - 注射部位出血、注射部位疼痛、血尿：≥2%[9]

對出現頻率監測
- 局部反應：局部不適、疼痛、血腫、瘀斑、紅斑[9]
- 出血[9]
- 高血鉀症[9]
- 轉氨酶升高（英语：elevated transaminases）[9]

### 黑框警告
FDA於2013年10月發佈對依諾肝素鈉黑框警告的修訂，建議服用依諾肝素鈉者，在進行腰椎穿刺或神經軸麻醉中，放置和拔除脊髓導管之時需要謹慎，或有必要延遲這些人的依諾肝素鈉（抗凝血劑）給藥，以降低脊髓或硬膜外血腫的風險，因為如此可能導致永久性或長期癱瘓。具有血腫風險的患者可能與下述情況有關聯：留置性硬膜外導管、使用具抗血小板作用非類固醇抗發炎藥等藥物，或是曾進行硬膜外或脊髓穿刺，或有脊椎損傷、脊椎變形等病史。FDA建議對高風險族群進行出血和神經系統變化監測。

## 藥理學

### 作用機轉
依諾肝素鈉結合並增強抗凝血酶（一種循環抗凝血劑），形成複合物，不可逆地滅活凝血因子Xa。由於藥物分子量低，它對IIa因子（凝血酶）的活性較肝素為低。

### 藥物代謝動力學
吸收：生物利用度（皮下注射）~ 100%
分佈：分佈體積（抗Xa因子活性）= 4.3公升
代謝：依諾肝素鈉在肝臟中經由脫硫和解聚之一，或是兩者代謝成低分子量物質。
排除：單劑量皮下注射依諾肝素鈉的生物半衰期為4.5小時。單劑量中約10–40%的活性和非活性片段由腎臟排出。對於腎功能低下者，需根據腎功能調整劑量。

### 藥品類別
依諾肝素鈉屬於低分子量肝素藥物類別。此類藥物中還有達肝素鈉、磺達肝素和汀札肝素鈉。

## 生物相似藥
2016年9月，商品名為Inhixa和Thorinane的依諾肝素鈉獲准在歐盟作醫療用途。 Thorinane後於於2019年10月退出市場。
2017年3月，西班牙Laboratorios ROVI公司生產的依諾肝素鈉（商品名BECAT）取得在歐洲26個國家的銷售許可。現可在歐洲購得此產品。
2020年10月，商品名為Noromby和Noromby HP的依諾肝素鈉在加拿大獲准用於醫療用途。
2020年11月，商品名為Inclunox和Inclunox HP的依諾肝素鈉在加拿大獲准用於醫療用途。
2020年12月，商品名為Redesca和Redesca HP的依諾肝素鈉在加拿大核准用於醫療用途。